# Falk : un souvenir
Falk : un souvenir est une nouvelle de Joseph Conrad publiée en 1903.

## Historique
Falk : un souvenir paraît en 1903 dans le recueil de nouvelles Typhoon and Other Stories (traduit en français par Typhon et autres récits).

En 1888, après avoir démissionné de son poste de  second sur le Vidar, Conrad embarque à Singapour sur le vapeur Melita pour prendre à Bangkok le commandement de l'Otago. Il aura besoin d'un remorqueur pour passer la barre du Menam.

« Falk est en partie autobiographique, étant un épisode de l'histoire de mon premier commandement. »

## Résumé
« ...une vague histoire au sujet d'un certain Falk, patron d'un remorqueur, qui avait gagné sa femme en jouant aux cartes avec le capitaine d'un navire anglais. »

## Éditions en anglais
- Falk : A Reminiscence, dans le recueil de nouvelles Typhoon and Other Stories, chez l'éditeur Heinemann à Londres, en avril 1903.

## Traductions en français
- Falk, traduit par G. Jean-Aubry, Paris, Éditions Gallimard, 1934
- Falk : un souvenir, traduction revue par Philippe Jaudel, Conrad, Œuvres, tome II, Éditions Gallimard, « Bibliothèque de la Pléiade », 1985.